# Unshine
Unshine — финская фолк-метал группа из Хельсинки.

## История
Датой основания Unshine считается май 2000 года, когда на репетициях группы впервые появилась Susanna Vesilahti. Остальные музыканты уже были знакомы по работе в других проектах, но как полноценная группа, с определённой концепцией и звучанием, Unshine сформировались именно с приходом Сюзанны. По словам самой вокалистки, «у этих ребят была рок-группа с парнем на вокале, и вот однажды они решили поэкспериментировать с женским вокалом. Мы и раньше были знакомы, и они знали, как я пою, поэтому пригласили на свои репетиции».  В то время они репетировали в подвале ресторана Manala в Хельсинки.
Последующие годы были посвящены написанию песен и репетициям. В начале 2002 года Unshine самостоятельно записали и опубликовали своё первое демо под названием Promo 2002, состоящее из трёх песен. Последующим летом они дали свои первые концерты, за которыми последовало следующее демо Promo 2003. Одним из самых значимых событий того периода для группы стало выступление на крупном европейском музыкальном фестивале в Бильбао, Испания.
Их дебютный альбом Earth Magick («Магия Земли») был записан в 2004 году на Low Frequency Records. Через год он был выпущен в Финляндии и Северной Америке лейблом Crash Records и получил прекрасные отзывы из самых разных частей мира.
Второй альбом Enigma of Immortals («Загадка Бессмертных») был выпущен в апреле 2008 года. Песни с альбома попали в финские чарты, а также в радиоротацию, в частности, группе удалось засветиться в BBC Friday Rock Show Брюса Диккинсона. На волне интереса к группе Unshine отправились в большой европейский тур по Германии, Польше, Чехии и Литве. Так же группа отыграла на нескольких крупных фестивалей в Скандинавии, включая Sweden Rock 2010, и выступала на разогреве таких групп, как Amorphis и Lake of Tears.
В течение 2010-2012 годов Unshine готовили к выпуску свой третий альбом. Осенью 2012 года музыканты заключили договор с немецким лейблом Massacre Records. Третий альбом группы Dark Half Rising вышел 23 августа 2013 года.

## Стиль
В рецензиях музыка Unshine часто описывается как атмосферный готик-метал, но сами музыканты называют своё творчество «металлом друидов» (druid metal). Основными темами песен являются  взаимоотношения человека и природы, волшебство и магия, во многих текстах используются сюжеты легенд, мифов и народного фольклора.
Harri Hautala: «Мы называем свою музыку «металлом друидов» вовсе не из-за того, что в один прекрасный день решили, что это будет полезно для нашей раскрутки. Нет, в этом есть довольно глубокий смысл. Мы считаем, что наша музыка представляет собой своего рода «природный» или «кельтский» метал. Друиды были одним из самых уважаемых и привилегированных классов в кельтской Европе, и они были (и остаются) жрецами природы и хранителями тайн жизни. Нам нравится мысль о том, что мы так или иначе привносим частицу тех времён в нашу эпоху».

## Состав
- Susanna Vesilahti (вокал)
- Harri Hautala (гитара, клавишные)
- Jari Hautala (гитара)
- Jukka "Stribe" Hantula (ударные)
- Teemu "Teemal" Vahakangas (бас)

## Дискография
Студийные альбомы:
- Earht Magick (2005)
- The Enigma Of Immortals (2008)
- Dark Half Rising (2013)
- Astrala  (2018)

Синглы:
- Rowena's Song (2005)
- Animal Spirit (2008)

Демо:
- Promo 2002 (2002)
- Promo 2003 (2003)